# Bill Paxon
L. William "Bill" Paxon, född 29 april 1954 i Akron, New York, är en amerikansk republikansk politiker och lobbyist. Han var ledamot av USA:s representanthus 1989–1999.
Paxon avlade 1977 kandidatexamen vid Canisius College i Buffalo.